# Гел Елрод
Гел Елрод  (англ. Hal Elrod)  — провідний мотиваційний оратор США, спікер з успіху. Його регулярно запрошують великі корпорації для участі в конференціях. За десять років виступи Гела прослухали понад 100 000 чоловік в США й Канаді, приблизно 60 000 з них — школярі та студенти. Відомим Елрод став завдяки книзі «Чудовий ранок. Як не проспати життя», яку перекладено на 27 мов, та яка щоденно практикується більше ніж 500 тисячами людей у 70 країнах світу.

## Біографія
Закінчив середню школу Йосеміті (Yosemite High School), Окхерст, штат Каліфорнія (1993—1997 рр.) Працював менеджером продажів столових приборів Cutco. У 20 років потрапив у аварію. Його машина була розбита вщент, серце Елрода зупинялось на 6 хвилин, у нього було зламано 11 кісток. Протягом 6 днів Гел балансував між життям та смертю. Коли прийшов до тями, то лікарі говорили, що він, ймовірно, більше ніколи не буде ходити. Але Елрод знайшов у собі сили та переборов власне тіло. Мало того, що він став на ноги, він ще пробіг ультра марафон. Одружився, став успішним бізнесменом, міжнародним консультантом. Все це — до настання 30 років. Неймовірні події свого життя Елрод виклав у книзі «Taking Life Head On! (The Hal Elrod Story)» (2009).
В листопаді 2016 року Гел Елрод знову ледве не помер. У нього відмовили нирки, легені та серце. Лікарі діагностували агресивну форму раку з відсотком виживання не більше 30 %. Пройшовши складний курс лікування, Гел продовжує займатись освітньою та письменницькою діяльністю. Є автором книги «The Miracle Morning Movie», ведучим підкасту «Досягаючи своїх цілей», творцем «Best Year Ever Blueprint». А також виконавчим продюсером «Чудового ранкового кіно» — документального фільму, що розкриває ритуали успішності. Неодноразово виступав на телеканалах і радіостанціях, про нього писали в багатьох відомих книгах, в тому числі «The Education of Millionaires», «Cutting Edge Sales», «The Author's Guide To Building An Online Platform», «The 800-Pound Gorilla of Sales», а також в знаменитій серії «Курячий бульйон для душі».
Сьогодні Гел Елрод мешкає в містечку Остін, штат Техас, разом зі своєю дружиною та двома дітьми.

## «Чудовий ранок. Як не проспати життя»
За авторською задумкою, книга «The Miracle Morning: The Not-So-Obvious Secret Guaranteed to Transform Your Life [Архівовано 4 травня 2019 у Wayback Machine.]» (2012) має стати кращим простим та ефективним способом організації життя, про яке мріє кожен. Швидше, ніж це можна собі уявити. Елрод стверджує, що вдалий ранок визначає якість всього дня, роботи та життя в цілому. Розповідає, як налаштувати себе так, щоб не лише легко прокидатись зранку, але й встигати більше, ніж раніше.
Практика є широко популярною серед сотень тисяч читачів у всьому світі. Українською мовою книга перекладена та опублікована видавництвом «Наш Формат» у 2017 році.

## Переклад українською
- Гел Елрод. Чудовий ранок. Як не проспати життя / пер. Тетяна Заволоко. — К.: Наш Формат, 2017. — 176 с. — ISBN 978-617- 7513-22-2.